# Aminadav
Pour le personnage biblique, voir Amminadab.
Aminadav (en hébreu :עַמִּינָדָב) est un moshav dans le centre d'Israël. Il est situé au sud-ouest de Jérusalem près de Yad Kennedy et est sous la juridiction du Conseil régional de Mateh Yehuda.

## Histoire et origine
Le nom "Aminadav" est une combinaison de deux mots hébreu : "Ami", ma nation et "Nadav", généreux et volontaire. Aminadav peut donc être traduit par "un peuple généreux".
L'origine du nom est tiré du livre de l'Exode où Na'hshon ben Aminadav est le premier homme à entrer dans la Mer Rouge lorsque les Juifs fuient l´Égypte.
Le village est fondé en 1950 par des immigrants juifs du Yémen. Entre 1952 et 1953, de nombreux immigrants d'Afrique du Nord ainsi que des Juifs natifs d'Israël viennent s'y installer.

## Forêt d'Aminadav
La forêt d'Aminadav recouvre 7 km2, à l'ouest de Jérusalem et du mont Herzl, implantée sur une ligne de crêtes des collines du plateau de Judée. Elle est composée d'un mélange d'arbres d'origine et d'arbres plantés par le Fonds national juif (KKL) le long du Nahal Sorek.
Cette forêt recèle d'anciennes terrasses agricoles, des vergers, d'anciennes presses à vin et des carrières de craie.

## Lord Sacks Forest
La Lord Sacks Forest est une forêt de 25 000 arbres, dont on a planifié la plantation au cœur de la forêt d´Aminadav. Sa plantation est financée par le Fonds national juif (KKL) et le Royaume-Uni. Son nom est celui du grand Rabbin de la congrégation hébraïque du Commonwealth (United Hebrew Congregations of the Commonwealth), Lord Jonathan Sacks